# Libertad San Carlos
Club Atlético Libertad de San Carlos – urugwajski klub piłkarski z siedzibą w mieście San Carlos leżącym w departamencie Maldonado.

## Osiągnięcia
- Copa El País (2): 1998, 2006
- Torneo Mayor de Clubes Campeones del Interior (2): 1999, 2000
- Departamental de Maldonado (5): 1966, 1967, 1976, 1992, 1994
- Liga Mayor de Fútbol de Maldonado (7): 1997, 1998, 1999, 2002, 2003, 2005, 2008
- Liga Carolina de Fútbol (6): 1956, 1957, 1959, 1960, 1967, 1994
- Torneo Sudamericano de Clubes Campeones del Interior: 2001

## Historia
Klub założony został 1 marca 1931 roku i gra obecnie w lidze regionalnej Liga Mayor de Fútbol de Maldonado.